# Concili de Clarmont (535)
|  | Per a altres significats sobre Pel posterior Concili de Clermont, famós per convocar la primera croada, vegeu «Concili de Clermont (1095)». |

A la localitat avui coneguda com a Clarmont d'Alvèrnia, (capital de la regió d'Alvèrnia i del departament del Puy-de-Dôme, al centre sud de França, en el cor del Massís Central), (llavors coneguda com a Arvernis o Avernum), a partir del 8 de novembre de l'any 535, quinze prelats del regne d'Austràsia (part nord-oriental del Regne Franc durant el període dels reis merovingis), van assistir sota la presidència d'Honorat, Bisbe de Bourges, a un sínode o concili plenari, o nacional (de menor rang que els anomenats Concilis ecumènics), conegut com a  Primer Concili de Clermont .
Entre els assistents s'hi trobava el mateix Bisbe de Clermont, que arribaria a ser canonitzat com Sant Gallus o Sant Gall.
Es van elaborar disset cànons, dels quals setze s'inclouen en el Decret de Gracià ( Decretum Gratiani  o  Concòrdia discordantium canonum , també conegut en català com "Concordança de les discordances dels Cànons", "Harmonia dels Cànons discordants "o" Concòrdia dels Cànons discordants "); que seria recopilat al segle xii pel jurista Gracià, i s'han convertit en part del cos del Dret canònic de l'Església Catòlica, el  Corpus Iuris Canonici .
El concili es pronuncià en contra dels matrimonis de cristians i jueus, els matrimonis entre familiars i també contra els mals costums dels clergues.